# San Félix (Falcón)
San Félix es un pueblo en el municipio Mauroa del estado Falcón, Venezuela.